# STL (формат файла)
STL (от англ. stereolithography) — формат файла, широко используемый для хранения трёхмерных моделей объектов для использования в аддитивных технологиях. Информация об объекте хранится как список треугольных граней, которые описывают его поверхность, и их нормалей. STL-файл может быть текстовым (ASCII) или двоичным. Своё название получил от сокращения термина «Stereolithography», поскольку изначально применялся именно в этой технологии трёхмерной печати.

## ASCII STL
Файл типа ASCII STL начинается со строки:
```
solid 
name
```

где name — необязательная строка (но если name опущено, всё равно должен быть пробел после solid). Файл продолжается произвольным числом треугольников, описываемых следующим способом:
```
facet normal 
n
i
 n
j
 n
k

outer loop
vertex 
v
1
x
 
v
1
y
 
v
1
z

vertex 
v
2
x
 
v
2
y
 
v
2
z

vertex 
v
3
x
 
v
3
y
 
v
3
z

endloop
endfacet
```

где каждое n и v — число с плавающей точкой в формате: знак, мантисса, «e», знак, экспонента, например «-2.648000e-002». Файл завершается строкой:
```
endsolid 
name
```

## Двоичный формат
Поскольку файл ASCII STL может быть очень большим, существует двоичная версия этого формата. Файл начинается с заголовка из 80 символов (который обычно игнорируется, но не должен начинаться с 'solid', так как с этой последовательности начинается файл ASCII STL). После заголовка идёт 4-байтовое беззнаковое целое число (little-endian), указывающее количество треугольных граней в данном файле. После этого идут данные, характеризующие каждый треугольник, в свою очередь.
Каждый треугольник описывается двенадцатью 32-битными числами с плавающей запятой: 3 числа для нормали и по 3 числа на каждую из трёх вершин для координат X/Y/Z. После идут 2 байта беззнакового 'short', который называется 'attribute byte count'. В обычном файле должно быть равно нулю, так как большинство программ не понимает других значений.
Числа с плавающей запятой представляются в виде числа IEEE с плавающей запятой и имеют обратный порядок байтов, хотя это не указано в документации.
```
UINT8[80] – Header
UINT32 – Number of triangles

foreach triangle
REAL32[3] – Normal vector
REAL32[3] – Vertex 1
REAL32[3] – Vertex 2
REAL32[3] – Vertex 3
UINT16 – Attribute byte count
end
```

## Цвета в двоичном STL
Существует как минимум 2 способа добавления информации о цвете:
- VisCAM и SolidView используют 2 байта 'attribute byte count' в конце описания каждого треугольника для хранения 15 бит цвета RGB:
  - биты с 0 по 4 — уровень интенсивности для синего (0 до 31)
  - биты с 5 по 9 — уровень интенсивности для зелёного (0 до 31)
  - биты с 10 по 14 — уровень интенсивности для красного (0 до 31)
    - если бит 15 равен 1, то цвет используется
    - если бит 15 равен 0, то цвет не используется (для совместимости со стандартным STL)

- Materialise Magics работает по-другому. Он использует 80 байт заголовка для представления общего цвета. Также там может быть представлена информация о материале. Цвет каждой грани описывается в 'attribute byte count' как:
  - биты с 0 по 4 — уровень интенсивности для красного (0 до 31)
  - биты с 5 по 9 — уровень интенсивности для зелёного (0 до 31)
  - биты с 10 по 14 — уровень интенсивности для синего (0 до 31)
    - если 15 равен 0, то данная грань имеет свой цвет
    - если 15 равен 1, то используется цвет всего объекта

## Нормали граней
В двоичной и ASCII-версиях STL нормаль грани должна быть единичным вектором, направленным от объекта. В большинстве программ она может быть установлена в (0,0,0), и программа автоматически рассчитает нормаль на основе порядка вершин треугольника, используя правило правой руки. Некоторые загрузчики STL (к примеру, плагин STL для Art of Illusion) сверяют нормали в файле с рассчитанными по правилу правой руки и предупреждают при несовпадении. Другое ПО может игнорировать и использовать только правило правой руки.

## Недостатки
- Невысокая точность геометрии[7] (в версии ASCII можно задавать произвольную точность).
- Большой объём файла для сложных моделей.[7]

## Поддержка приложениями
- ADEM CAD
- ABViewer
- Meshlab
- Blender
- Kompas 3D[8]
- SketchUp
- T-FLEX CAD
- Autodesk Inventor CAD
- SolidWorks
- Sharp 3D
- ANSYS SpaceClaim Direct Modeler
- Cinema 4D
- FreeCAD
- SolveSpace может экспортировать STL
- Cura
- PrusaSlicer